# كلوريد المنغنيز الثنائي
كلوريد المنغنيز الثنائي تصف سلسلة من المركبات ذات الصيغة MnCl2(H2)x، وتكون قيمة x إما صفر أو 2 أو 4. والشكل رباعي الهيدرات ذو الصيغة MnCl2.4H2O هو الأكثر شيوعاً، مع توفر الملح اللامائي والملح ثنائي الهيدرات ذو الصيغة MnCl2.2H2O أيضاً. وكما هو الحال في الفصائل الأخرى من أملاح المنغنيز الثنائي، يتلون هذا الملح باللون الوردي، وشحوب اللون خاصية المعقد الانتقالي ذي الترتيب الإلكتروني d5 واللف المغزلي العالي.

## التحضير
يحضر كلوريد المنغنيز من تفاعل أكسيد المنغنيز الرباعي مع حمض الهيدروكلوريك المركز.
MnO2 + 4 HCl → MnCl2 + 2 H2O + Cl2
وقد استخدم هذا التفاعل في تحضير الكلور، ويمكن عن طريق معادلة المحلول الناتج بحذر مع MnCO3 يمكن ترسيب أملاح الحديد انتقائياً، وهي شوائب شائعة في أكسيد المنغنيز.
ويمكن تحضير كلوريد المنغنيز مختبرياً عن طريقة مفاعلة فلز المنغنيز أو كربونات المنغنيز الثنائية مع حمض الهيدروكلوريك:
Mn + 2 HCl → MnCl2 + H2
MnCO3 + 2 HCl → MnCl2 + H2O + CO2

## الخواص الكيميائية

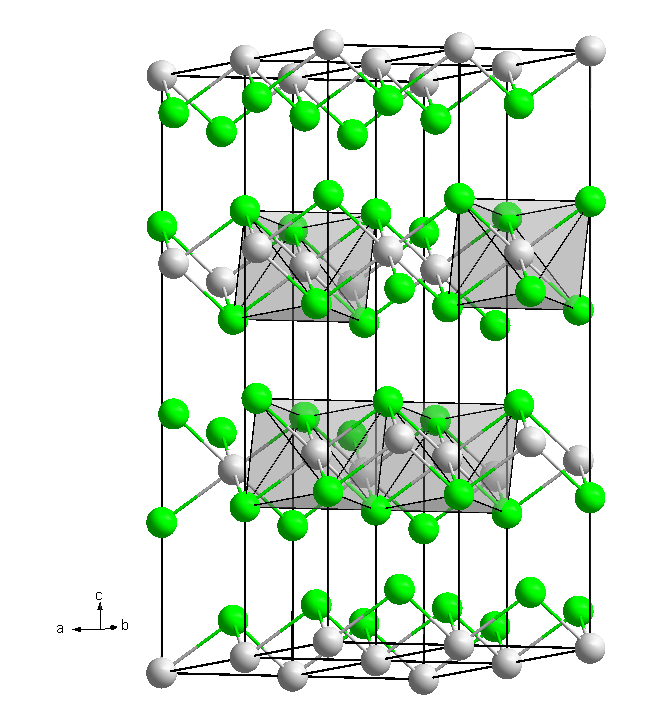
التركيب البلوري لكلوريد المنغنيز رباعي التميؤ ويلاحظ فيه التركيب ثماني السطوح، __أيون المنغنيز الثنائي __ أيون الكلور

كلوريد المنغنيز اللامائي مبلمر صلب، ويكون على شكل طبقات تشبه تركيب كلوريد الكادميوم، أما الملح رباعي التميؤ فيتألف من جزيئات ثمانية السطح بوضعية ترانز. تذوب أملاح كلوريد المنغنيز المائية في الماء لتعطي محلولاً حامضياً دالته الحامضية تقارب 4.
وهو حمض لويس ضعيف.